# Château de Clémery
Le château de Clémery est un château français situé dans le village de Clémery en Lorraine, dans la région Grand Est. Il remonte à un complexe fortifié du XVe siècle, qui a reçu son apparence actuelle à la suite de changements intervenus au XVIIIe siècle et au XIXe siècle. Le portail et le pavillon d'entrée au Sud, les façades et les toitures du château, l'antichambre, le grand salon et le petit salon au rez-de-chaussée surélevé du corps central, la chambre à alcove du premier étage de l'aile Est, le grand escalier à la jonction du corps principal et de l'aile Ouest sont inscrits au titre des monuments historiques par arrêté du 25 juin 1986.
La propriété est privée et n'est généralement pas ouverte au public. Une exception est la Journée du patrimoine, au cours de laquelle les propriétaires du château ouvrent le parc du château aux visiteurs. 

## Histoire
Un document de 1416 mentionne un complexe fortifié à Clémery, que le duc Charles II de Lorraine avait occupé pour empêcher le duc de Bar, Édouard III, d'en prendre possession. En 1574, il était la propriété de François  de Clémery. Il le transféra peu après à Fouquet de la Routte, le gouverneur de Marsal, qui avait épousé Orianne de Clémery la sœur de François. Leur fille Madeleine épouse Georges Frédéric du Hautoy et de par son mariage, fait entrer le domaine  dans la famille de son mari. Ils en sont restés propriétaires jusqu'au début du XIXe siècle.
Pendant la guerre de Trente Ans, les troupes impériales s'emparent du domaine le 1er septembre 1635, mais elles ne peuvent le conserver longtemps, car après un siège de trois jours par le futur maréchal de France, François de L'Hospital, celui-ci le reconquiert le 12 octobre de la même année.
Pour Jean Baptiste Gaston du Hautoy, chambellan du duc Léopold de Lorraine, la Seigneurie de Clémery est élevée au rang de marquisat en 1728, avec Bénicourt et Belleau. 
Clémery portera le nom de Marquisat de DU HAUTOY jusqu'en 1790. Sous le Premier Empire, le site, qui était encore très austère et militaire à l'époque, appartenait à Géraud Christophe Michel Duroc, né à Pont-à-Mousson, non loin de là, qui l'a acheté au début du XIXe siècle à la famille Hautoy, propriétaire de longue date.
Entre 1783 et 1829, une grande partie des bâtiments a été démolie, notamment les tours et les bâtiments et pont-levis du côté sud. Les propriétaires ont fait combler les douves qui avaient été laissées en place jusque-là. La veuve de Duroc vend le domaine en 1831 à la famille Arnoult, dont la fille Julie épouse Eugène de Ladoucette. Le domaine passe à cette famille par le mariage de leur fille Charlotte Marie avec Fernand Louis Marie Thibaut de la Rochethulon en 1861. Ils ont engagé l'architecte Prosper Morey pour une transformation radicale des bâtiments en château. Le bâtiment principal est surélevé, sa façade est entièrement redessinée et la disposition intérieure des pièces est complètement modifiée. Lors des travaux réalisés à cette époque, le complexe a reçu son aspect actuel.
Pendant la Première Guerre mondiale, le château de Clémery , servait d'hôpital (lazaret) et  se trouvait à proximité de la ligne de front entre les troupes allemandes et françaises, qui ont livré des combats acharnés d'août à septembre 1914. Un bunker dans le parc du château, qui existe encore aujourd'hui, témoigne de cette période. Pendant la Seconde Guerre mondiale, les Allemands ont occupé le château et ont détenu des prisonniers français dans la cave, qui ont été libérés par les troupes américaines le 8 octobre 1944. Pendant les combats qui ont suivi, le toit a été endommagé et l'aile est du bâtiment principal a été partiellement détruite, tout comme les bâtiments des pavillons situés aux extrémités sud des ailes latérales.

## Description
L'accès au château par le sud se fait par une porte monumentale en treillis du XVIIIe siècle, dont les piliers massifs portent des vases en pierre remplis de fruits. Une route d'accès légèrement incurvée à l'ouest mène à la cour d'honneur et avait autrefois un homologue de conception similaire à l'est. La porte et le corps de garde qui l'accompagne sont l'une des parties du complexe du château qui sont classées monument historique.
Le noyau du bâtiment du château remonte au XVe siècle, mais son aspect actuel est le résultat de changements radicaux à la fin du XIXe siècle. La conception de la façade de style Second Empire et les deux tours rondes massives à toit conique, qui se dressent aux angles nord du bâtiment, sont toutes deux issues de cette conversion. Le château est un bâtiment en forme de U à trois ailes, avec deux étages s'élevant sur une base élevée. Les étages supérieurs des deux ailes latérales des côtés est et ouest sont plus bas que l'aile nord centrale. Un porche d'un seul étage est placé devant l'aile centrale, côté cour, à l'entrée duquel mène un double escalier en forme de fer à cheval. À l'intérieur, de nombreuses pièces ont conservé le mobilier de la fin du XIXe siècle, notamment les grands et petits salons et une antichambre. Tout comme le grand escalier à la jonction de l'aile centrale et de l'aile latérale ouest, ces pièces appartiennent aux parties du palais classées monuments historiques.
Le bâtiment du château est entouré d'un parc d'environ 15 hectares, dans lequel poussent des arbres rares tels qu'un sequoia pluri-centenaire, un tulipier et un ginkgo biloba . Au nord-est du château, au bord de l'ancien potager, se trouve l'orangerie avec un petit labyrinthe de haies de buis devant elle. 